# Dub královny Johanky
Dub královny Johanky býval statný a vysoký památný strom v zahradě jihočeského zámku Blatná. Oficiálně jako památný vyhlášen nebyl, zákona o ochraně přírody z roku 1992 se nedožil. Prý pod ním sedávala královna Johanka z Rožmitálu, než si vzala krále Jiřího. Vypráví se, že si pod tímto stromem před sňatkem často povídali, a dokonce si tu dali i slovo.

## Stav stromu a údržba
Dokud byl dub zdravý, tyčil se přes 30 metrů vysoko a jeho kmen dosahoval průměru 180 centimetrů. Pak ale korunu stromu srazil blesk a v sedmdesátých letech už ze stromu nebylo víc než 7 metrů vysoké torzo s vypálenou dutinou. I to ale bylo pozoruhodné, dutina se ve výšce 1-3 metrů na mnoha místech otevřela a jen umocňovala dojem z 800 let věku.

## Historie a pověsti
Královnu Johanku měli lidé rádi a pozitivní vztah přetrval věky díky pověsti: Komu se prý Johanka u dubu zjeví, bude mít štěstí a radost. V 80. letech 20. století se ale i majestátní torzo rozpadlo a z kmene už zůstaly jen dva pahýly. V květnu 2002 při natáčení televizního pořadu Paměť stromů u těchto pozůstatků Luděk Munzar prorokoval, že tady už se Johanka nezjeví... Jeho slova se bohužel vyplnila, ještě roku 2002 smetla zbytek stromu povodeň.

## Další zajímavosti
Podoba stromu se dochovala na mnoha malbách a kresbách, nejznámější pocházely od akademického malíře Jaroslava Turka. Ve svých verších ho (ve stejnojmenné sbírce) zachytil i básník Ladislav Stehlík.